# Лепешко, Валентина Тихоновна
Валентина Тихоновна Лепешко — советский хозяйственный и государственный деятель, лауреат Государственной премии СССР за выдающиеся достижения в труде.

## Биография
Родилась в 1948 году в Минской области Белорусской ССР. Член КПСС.
В 1965—2003 годах — ученик маляра, маляр, бригадир маляров Минского завода холодильников производственного объединения «Атлант».
Лауреат Государственной премии Белорусской ССР.
За большой личный вклад в дело увеличения выпуска и улучшения качества продуктов питания была в составе коллектива удостоена Государственной премии СССР за выдающиеся достижения в труде 1982 года.
Депутат Верховного Совета Белорусской ССР 11-го созыва. Делегат XXVII съезда КПСС.
Жила в Минске.

## Награды
- Орден Трудовой Славы II степени
- Орден Трудовой Славы III степени